# 巴特沃梅伊·亚什卡
巴特沃梅伊·亚什卡（波蘭語：Bartłomiej Jaszka，1983年6月16日—），波兰前男子手球运动员。他曾代表波兰国家队参加2008年夏季奥林匹克运动会男子手球比赛，获得第五名。